# Spoorlijn Aarau - Schöftland
De spoorlijn Aarau - Schöftland ook wel Suhrentalbahn genoemd is een Zwitserse spoorlijn van de voormalige spooronderneming Aarau-Schöftland-Bahn (afgekort: AS) gelegen in het kanton Aargau. Sinds 2002 wordt de bedrijfsvoering uitgevoerd door AAR Bus + Bahn.

## Geschiedenis
In het Suhrental werd bij de aanleg gedacht aan een spoorlijn met elektrische tractie.
In 1896 werd door Brown Boveri & Cie een project uitgewerkt voor de concessie. De Aarau-Schöftland-Bahn (AS) werd op 19 november 1901 in gebruik genomen.
De verlenging van het traject tussen Schöftland en Triengen op de Sursee-Triengen-Bahn werd nooit gerealiseerd.

## Fusie
De Wynental en Suhrentalbahn (WSB) is ontstaan door een fusie op 24 juni 1958 van de Wynentalbahn (WTB) en de Aarau-Schöftland-Bahn (AS)

## Goederenvervoer
Voor het vervoer van normaal spoorige goederenwagens werd in Oberentfelden een rolbok installatie gebouwd. De rolbokken worden gebruikt op het traject tussen Oberentfelden en Schöftland. Hier konden de goederenwagens van het net van de SBB worden uitgewisseld. Hier op vond het lossen en laden waardoor de rolbokken nog inzetbaar waren voor het behandelen van andere goederenwagens.

## Elektrische tractie
Het traject werd geëlektrificeerd met een spanning van 750 volt gelijkstroom.